# Чанса, Айзек
Айзек Чанса (англ. Isaac Chansa; 23 марта 1984, Китве-Нкана, Замбия) — замбийский футболист, полузащитник клуба «Занако» и сборной Замбии.

## Карьера

### Клубная
Воспитанник клуба «Чамбиши». С 2002 по 2004 годы выступал в чемпионате Замбии за «Пауэр Дайнамоз». В 2004 году стал игроком южноафриканского клуба «Орландо Пайретс». В 2007—2009 годах выступал в чемпионате Швеции за «Хельсингборг», после чего вернулся в «Орландо Пайретс», с которым в 2011 году стал чемпионом ЮАР. С 2012 года Айзек Чанса защищает цвета китайского клуба «Хэнань Констракшн».

### В сборной
Айзек Чанса выступает за сборную Замбии с 2004 года. В составе сборной принимал участие в отборочных турнирах к чемпионатам мира 2006 и 2010, а также в финальных турнирах кубков африканских наций 2006 (2 матча), 2008 (2 матча), 2010 (1 матча), 2012 (6 матчей) и 2013 (3 матча).

## Достижения
- Чемпион ЮАР (2): 2010/11, 2011/12
- Обладатель кубка африканских наций (1): 2012